# Люстрація в Польщі
Люстрація в Польщі — політика обмеження участі колишніх комуністів 1944-1990 років, особливо працівників органів безпеки ПНР та їх інформаторів, від участі в роботі уряду сучасної Польщі або і взагалі, на державній службі. Люстрація, що означає "очищення", має свою назву від латинського слова "lustratio". Люстрацією давні римляни називали церемонію очищення. Перший закон про люстрацію був ухвалений польським парламентом ще в 1992 році, але Конституційний Трибунал Польщі визнав його неконституційним. Тоді були подані та розглянуті інші проєкти закону, і в 1996 році був ухвалений новий закон.
Наразі проведення люстрації належить до сфери діяльності Інституту національної пам'яті, хоч це і ставиться під питання з юридичної точки зору. Особи, які хочуть працювати на державних посадах, мають подати так звані "люстраційні декларації", в яких мають повідомити чи співпрацювали вони із комуністичними органами безпеки. Особам які щиро зізнаються в такому співробітництві можуть дозволити обійняти посаду. Якщо з'ясується, що людина яка працює на державній посаді колись працювала на комуністичні органи безпеки, але збрехала про це в декларації, таку людину можуть звільнити. Станом на 2014 рік ІНП зібрав понад 300 000 таких декларацій, із них по 30 000 була проведена процедура люстрації. Існує думка, що люстрації проведенні в Чехії та в Німеччині є ефективнішими, ніж у Польщі, зокрема тому, що польська люстрація почалась надто пізно, не одразу після падіння комунізму.
Робота Інституту національної пам'яті в цьому напрямку полегшується тим, що всі архіви комуністичних органів безпеки зібрані під дахом ІНП, а не знаходяться у віданні різних державних органів, як це є в Україні. Але значних проблем створюють так звані "фальшивки" - документи про нібито співпрацю певних осіб із органами безпеки, створені самими органами безпеки для дискредитації цих осіб, а також те що більша частина архівів, особливо останніх років існування комуністичного режиму, були знищенні.
За твердженням Рафала Лескевича, голови архівів ІНП, завершення люстрації очікується приблизно в 2024 році, оскільки люстрації підлягають лише особи народжені до 1 серпня 1972 року (тобті ті, хто став повнолітнім ще за комуністичного режиму), але останнім часом на державні посади претендують в основному молоді люди, народжені вже після цієї дати.

## 1997-2007
В 1997-2007 роках люстрацією займався офіс Речника громадських інтересів (пол. Rzecznik Interesu Publicznego), який аналізував люстраційні декларації і міг ініціювати подальші розгляди, включаючи подання запиту до суду щодо початку юридичної процедури люстрації. Люстраційні декларації мали форму публічних зізнань, за допомогою яких правда обмінювалась на посади, подібно до того як в Південно-Африканській Республіці правда обмінювалась на амністію. Через свою схожість на південноафриканську модель правди і примирення, польська система люстрації того періоду вважалась найінноваційнішою серед всіх люстраційних моделей Центрально-східної Європи.

## 2007
18 грудня 2006 року закон, який регулює діяльність Інституту національної пам'яті, був змінений і ця зміна набула чинності 15 березня 2007. Ця зміна до закону дала Інституту національної пам'яті нові люстраційні повноваження. Інститут тепер замінив Польський люстраційний комітет та Речника громадських інтересів в люстраційному процесі. Відповідно до оновленого Параграфа 5a закону від 18 грудня 1998 року, Інституту національної пам'яті — Комісія з переслідування злочинів проти польського народу (пол. Instytut Pamięci Narodowej — Komisja Ścigania Zbrodni przeciwko Narodowi Polskiemu), що є люстраційним бюро у складі ІНП, виконує наступні функції:
1. Веде реєстр люстраційних декларацій.
2. Аналізує люстраційні декларації та збирає інформацію необхідну для їх коректної оцінки.
3. Готує люстраційні процедури.
4. Сповіщає відповідні органи про невиконання несудовими органів зобов'язань за цим законом.
5. Готує і публікує каталоги документів, які містять персональні дані:
  - надані особами (або за їхньої участі) про їхню діяльність як секретного інформатора;
  - зі змісту яких випливає що дана особа вважалася органами безпеки секретним інформатором або операційним помічником зі збору інформації.

Люстрація Інститутом національної пам'яті була обов'язковою для 53 категорій людей народжених до 1 серпня 1972 року, які обіймають посади зі значною громадською відповідальністю, включаючи адвокатів, нотаріусів, журналістів та академічних працівників. Однак, основні статті цього закону 11 травня 2007 року були визнані неконституційними Конституційним Трибуналом Польщі, що зробило роль ІНП в процесі люстрації неясною і поставило весь процес під питання. Найважливішим було те, що було скасовано частину закону, яка вимагала від приблизно 700 000 осіб із 53 категорій подати декларації про те чи вони шпигували для органів безпеки. Із цією зміною, роль ІНП в люстраційному процесі і досі залишається неясною. Деякі впливові лідери думок та політики в Польщі зараз заявляють що оскільки люстраційний процес у старому форматі по суті закінчений, тепер необхідно повністю відкрити архіви органів безпеки. Інші виступають проти такого кроку, пояснюючи що оприлюднення всієї особистої та конфіденційної інформації, яка міститься в цих архівах, може спричинити серйозну шкоду невинуватим людям.

## Скандал із підробними файлами та звітами
Генерал Громослав Чемпінскі, колишній голова Державного офісу захисту, та інші описали процес створення фальшивих секретних файлів та звітів органів безпеки, які створювало Міністерство громадської безпеки ПНР. Їх метою було підірвати репутацію популярних опонентів керівної в ПНР Польської об'єднаної робітничої партії та багатьох інших людей. Ці підробні документи (пол. fałszywki) містили вигадану інформацію про роботу опозиціонерів на комуністичну систему як інформаторів. Комуністичні органи безпеки часто використовували такі підробки, заявив Чемпінські, додавши що часто офіцери які "підписували" ці документи були також повністю вигаданими. Якщо було можливо, підписи "інформаторів" копіювались зі сторонніх документів до цих фальшивих файлів.
Наявність таких фальшивок в архівах органів безпеки зробило люстрацію в Польщі дуже чутливою темою, що призвело до оприлюднення декількох випадків хибного визнання людей інформаторами органів безпеки. Серед таких було багато відомих політиків, зокрема міністр закордонних справ Владислав Бартошевський (колишній в'язень Аушвіца) та професор Єжи Клочовський (член Виконавчої ради ЮНЕСКО). Після оприлюднення фальшивих документів органів безпеки на Клочовського, в 2004 році в газеті «Rzeczpospolita» був оприлюднений відкритий лист на його захист, який підписали, серед інших, Єжи Бузек, Тадеуш Мазовецький, Ян Новак-Єзьоранський, Анджей Вайда, Владислав Фрасинюк.
Інтенсивне використання фальшивок органами безпеки ПНР було підтверджено судовим процесом 2000 року, під час якого було представлено документ 1985 року за авторства майора Адама Стилінскі, в якому описувалось як під час воєнного стану 1981-1983 створювались і поширювались фальшиві документи. Лех Валенса був об'єктом таких атак вже на початку 1970-их.